# Össur Skarphéðinsson
Le titre de cet article est un nom islandais, le dernier nom est un nom patronymique ou matronymique et non pas un nom de famille. On fait donc référence correctement à cette personne en l'appelant par son prénom Össur.
Össur Skarphéðinsson, né le 19 juin 1953 à Reykjavik, est un homme d'État islandais, ministre des Affaires étrangères de l'Islande de février 2009 à mai 2013.

## Biographie
Össur obtient une licence en biologie de l'université d'Islande en 1979 et un doctorat en physiologie de l'université d'East Anglia en 1983. Il est membre du parlement islandais (l'Althing) depuis 1991, comme élu de la circonscription de Reykjavik de 1991 à 2003 et élu de la circonscription de Reykjavík Nord depuis 2003. Il est président du groupe parlementaire du Parti social-démocrate de 1991 à 1992, ministre de l'Environnement de 1993 à 1995 et président de l'Alliance de 2000 à 2005.
Össur est nommé ministre de l'Industrie, de l'Énergie et du Tourisme pour l'Alliance en mai 2007. Il est aussi ministre de la Coopération nordique de mai 2007 à juin 2008. En février 2009, il est nommé ministre des Affaires étrangères. C'est à ce titre qu'il remet en juillet 2009 la demande officielle d'adhésion de son pays à l'Union européenne au ministre des Affaires étrangères de la Suède, pays assurant alors la présidence européenne. 
Il est connu pour être un important blogueur, son blog étant souvent cité dans les médias islandais.

## Source
- (en) Cet article est partiellement ou en totalité issu de l’article de Wikipédia en anglais intitulé « Össur Skarphéðinsson » (voir la liste des auteurs).